# Сіліштя-Гумешть
Сіліштя-Гумешть, Сіліштя-Гумешті (рум. Siliștea Gumești) — комуна у повіті Телеорман в Румунії. До складу комуни входить єдине село Сіліштя-Гумешть.
Комуна розташована на відстані 86 км на захід від Бухареста, 52 км на північний захід від Александрії, 95 км на схід від Крайови, 149 км на південь від Брашова.

## Населення
За даними перепису населення 2002 року у комуні проживали 3009 осіб, усі — румуни. Усі жителі комуни рідною мовою назвали румунську.
Склад населення комуни за віросповіданням:
| Релігія       | Кількість осіб | Відсоток |
| ------------- | -------------- | -------- |
| православні   | 2968           | 98,6%    |
| п'ятдесятники | 26             | 0,9%     |
| адвентисти    | 15             | 0,5%     |

## Зовнішні посилання
- Дані про комуну Сіліштя-Гумешть на сайті Ghidul Primăriilor